# Crowd-Engineering
Crowd-Engineering (von englisch crowd für ‚(Menschen-)Menge‘, und engineering für ‚Entwicklung technischer Lösungen‘; vgl. auch „wisdom of the crowd“ = Die Weisheit der Vielen) oder Crowdworking ist die Erarbeitung von technischen Inhalten durch eine Gruppe motivierter User, z. B. über entsprechende Plattformen. Diese Bezeichnung ist an den Begriff Crowd-Sourcing angelehnt, bei der Freiwillige Beiträge zu Teilaufgaben leisten, wobei deren Reife unspezifisch ist.

## Projekte
Das Thema Crowd-Engineering beginnt aktuell an Relevanz zu gewinnen. Aufgrund fehlender Werkzeuge zur Unterstützung von Crowd-Engineering Prozessen finden erste Anwendungen ausschließlich im geschützten Raum von Projekten statt, wie beispielsweise dem Projekt RoboPORT des Fraunhofer-Instituts für Arbeitswirtschaft und Organisation und des Fraunhofer-Instituts für Produktionstechnik und Automatisierung.

## Ähnliche Ansätze

### Interaktive Wertschöpfung
Crowd-Engineering und Interaktive Wertschöpfung stehen sich prinzipiell sehr nahe, dürfen aber nicht miteinander verwechselt werden, da sich die interaktive Wertschöpfung eher auf die Unternehmerseite bezieht und selbstorganisierte Zusammenschlüsse vernachlässigt, die jedoch elementar sind für das Crowd-Engineering. Interaktive Wertschöpfung hat ihren Ursprung häufig in der Unzufriedenheit der Verbraucher und beschäftigt sich damit, eine bessere Lösung zu entwickeln.

### Open Innovation
Open Innovation betont den offenen Innovationsprozess, der auch für das Crowd-Engineering zentral ist. Open Innovation kann als vorgelagerter Prozess zum Crowd-Engineering erfolgen. Das bedeutet, dass externe Mitarbeiter in einen bis dahin internen Wertschöpfungsprozess (den Innovationsprozess) eingebunden sind. Wie beim Crowd-Engineering geht es auch bei Open Innovation darum, die Unternehmensgrenzen zu überwinden. Der Unterschied zum Crowd-Engineering besteht darin, dass ausschließlich Innovationen erzeugt werden. Folgende Schritte zur Implementierung der Innovation erfolgen ohne Interaktion der Crowd.

### Crowd-Knowledge-Sourcing
In dem Projekt Stop Child Abuse bittet Europol die Bevölkerung, Alltagsgegenstände aus kinderpornografischem Film- und Fotomaterial auf einer Webseite zu identifizieren. Europol verspricht sich dadurch Hinweise zu Opfern, Tatorten und Tätern. Die Methode wird von den Ermittlern Crowd-Knowledge-Sourcing genannt.